# Revista de estudos livres
Revista de estudos livres foi publicada mensalmente entre 1883 e 1886 como revista transatlântica, isto é , tanto em Portugal como no Brasil, alicerçada na filosofia positivista de que foi o grande mentor português Teófilo Braga, diretor da revista juntamente com Teixeira Bastos. A estes juntam-se os correspondentes brasileiros, também com função diretiva: Américo Brasiliense, Carlos von Koseritz, e Sílvio Romero. Contudo, a propriedade da revista é atribuída a José Carrilho Videira, que também consta da lista de colaboradores. A proposta editorial é clara quanto aos objetivos da revista: “A Revista de Estudos Livres visa à aplicação dos eternos princípios da liberdade intelectual, moral e política aos acontecimentos atuais, para os julgar e poder deduzir deles as condições do progresso”. Assim, com base nesta linha de pensamento, as áreas temáticas abordadas são, entre outras: Bibliografia, História Literária, Arte e Crítica, Etnologia/Etnografia, Filosofia, Literatura, Economia Política, Geografia, Botânica, Pedagogia e Zootecnia. Quanto à colaboração neste projeto, a vasta lista compõe-se de nomes célebres, a saber: José Augusto Vieira, José Leite de Vasconcelos, Júlio Lourenço Pinto, Reis Dâmaso, António José Teixeira, Augusto Brochado,  Filomeno da Câmara (1844-1921), João Cardoso Júnior, João Teixeira Soares de Sousa, José Eduardo Gomes, Júlio de Matos, Lino da Assunção, Luciano Cordeiro, Moniz Barreto, Oliveira Martins, Ramalho Ortigão, Silva Teles e Silveira Avelar (1843-1905) e do lado brasileiro: Argemiro Galvão, Clóvis Beviláqua, José Isidoro Martins Júnior, Júnio de Sousa e Tobias Barreto.